# Aloa
Pour les articles homonymes, voir ALOA et Aloha (homonymie).
Cet article possède un paronyme, voir Aloi.
Genre
Aloa est un genre de lépidoptères (papillons) de la famille des Erebidae et de la sous-famille des Arctiinae.
Ses espèces sont originaires d'Australie, d'Inde, d'Asie du Sud-Est et d'Afrique.

## Liste des espèces
Selon FUNET Tree of Life (2 novembre 2020) :
- Aloa albistriga Walker, 1865
- Aloa cardinalis (Butler, 1875)
- Aloa collaris Hampson, 1891
- Aloa corsima Swinhoe, 1892
- Aloa costalis Walker, 1865
- Aloa emittens (Walker, 1855)
- Aloa gangara Swinhoe, 1892
- Aloa ihlei Cerný, 2009
- Aloa lactinea (Cramer, 1777)
- Aloa lineola (Fabricius, 1793)
- Aloa marginata (Donovan, 1805)
- Aloa moloneyi (Druce, 1887)
- Aloa moorei (Butler, 1875)